# Neptune Frost
Neptune Frost ist ein afro-futuristisches Science-Fiction-Musical von Saul Williams und Anisia Uzeyman, das im Juli 2021 bei den Internationalen Filmfestspielen von Cannes seine Premiere feierte und hiernach bei vielen weiteren Filmfestivals weltweit vorgestellt wurde. Anfang Juni 2022 kam Neptune Frost in die US-Kinos und Ende November 2022 in die deutschen Kinos.

## Handlung
Matalusa ist von seiner Arbeit in den Coltan-Minen geflüchtet und so auch dem autoritären Regime in Burundi entkommen, das aus reiner Geldgier die Ressourcen des Landes und auch seine Bevölkerung ausbeutet. In einem Dorf, das aus recycelten Computerteilen besteht, trifft er auf die intersexuelle Hackerin Neptune, die Matalusa in eine Welt nie geahnter Möglichkeiten entführt.

## Produktion

### Regie, Drehbuchentwicklung und Musik
Regie führten Saul Williams und seine Ehefrau Anisia Uzeyman. Sie ist eine ruandische Schauspielerin und Dramatikerin. Williams stammt aus New York, seine Familie kommt aus Haiti.
Die dystopische Geschichte von Neptune Frost wurde von einem Besuch Williams eines Marktes in Dakar im Jahr 2010 inspiriert. Er befand sich dort für die Dreharbeiten von Trey und bemerkte ein paar junge Senegalesen mit iPhones und Kopfhörern, die auf traditionellen Sabar-Trommeln spielten, was Williams als „Dialog zwischen der modernen Technologie und der alten Technologie“ beschreibt. Neptune Frost ist letztlich der musikalische Part von Williams interdisziplinärem Multimediaprojekt „MartyrLoserKing“ geworden, das er fünf Jahre vor dem Film begonnen hatte und aus einer Graphic Novel, drei Alben und einem Musical besteht.
Die Musik für Neptune Frost wurde ebenfalls von Williams komponiert. Das Soundtrack-Album mit 23 Musikstücken wurde Anfang Juli 2022 von FADER Distribution als Download veröffentlicht.

### Besetzung und Dreharbeiten
Während ihres rund dreimonatigen Castings in Ruanda fanden Williams und Uzeyman eine Reihe sehr gut ausgebildeter Schauspieler, Musiker und Performance-Künstler. Einige von ihnen hatten bereits selbst Alben veröffentlicht, andere bereits in Filmen mitgewirkt oder Theater gespielt. Cheryl Isheja und Elvis Ngabo „Bobo“ spielen in der geteilten Titelrolle Neptune. Der burundische Rapper Bertrand Ninteretse „Kaya Free“ spielt Matalusa beziehungsweise MartyrLoser, der sich in Neptune verliebt. Der Name Matalusa ist zudem ein Wortspiel mit den Wörtern „Märtyrer“ und „Loser“, also „Verlierer“.
Auch wenn die Geschichte in Burundi spielt, wurde der Film in Ruanda gedreht. Die Aufnahmen wurden im Frühjahr 2020 nach 27 Drehtagen beendet, kurz bevor aufgrund der Coronavirus-Pandemie Flüge in die USA nicht mehr möglich gewesen wären. Anisia Uzeyman fungierte auch als Kamerafrau.
Die Kostüme entwarf Cedric Mizero, als Maskenbildnerin war Tanya Melendez verantwortlich.

### Marketing und Veröffentlichung
Die Premiere erfolgte am 12. Juli 2021 bei den Internationalen Filmfestspielen von Cannes, wo der Film in der Nebenreihe Quinzaine des Réalisateurs gezeigt wurde. Im September 2021 wurde er beim Toronto International Film Festival vorgestellt. Anfang Oktober 2021 wurde er beim New York Film Festival gezeigt und hiernach beim London Film Festival. Ende Januar 2022 wurde er beim Sundance Film Festival in der Sektion Spotlight vorgestellt. Ende Januar, Anfang Februar 2022 wurde er beim Göteborg International Film Festival gezeigt. Ende März, Anfang April 2022 wurde er beim Vilnius International Film Festival gezeigt und ebenfalls im April 2022 beim Florida Film Festival, beim Seattle International Film Festival und beim San Francisco International Film Festival. Anfang Mai 2022 wurde der erste Trailer vorgestellt. Ende Mai, Anfang Juni 2022 erfolgten Vorstellungen beim Inside Out Toronto 2SLGBTQ+ Film Festival. Am 3. Juni 2022 kam der Film in ausgewählte US-Kinos und wurde dort am 5. Juli 2022 digital veröffentlicht. Im Oktober 2022 wird er beim Filmfest Osnabrück vorgestellt. Am 24. November 2022 kam der Film in ausgewählte Kinos in Deutschland.

## Rezeption

### Kritiken
Von den bei Rotten Tomatoes aufgeführten Kritiken sind 97 Prozent positiv. Die durchschnittliche Bewertung liegt bei 7,7 von 10 möglichen Punkten. Auf Metacritic erhielt der Film einen Metascore von 83 von 100 möglichen Punkten.
Phil Hoad vom Guardian schreibt, im Vergleich mit Black Panther: Wakanda Forever sei die Prämisse von Neptune Frost wahrlich afrofuturistisch. Er beschreibt das alternative Burundi, wo der Film spielt, als ein transgressives, sozialistisches Wakanda. Der Film klage nicht nur die westliche, technozentrische Ordnung an, sondern sei auch eine musikalische Lektion in Sachen Zusammenarbeit zwischen der entwickelten und der sich entwickelnden Welt, von der Hollywood lernen könnte, anstatt sich nur huckepack auf afrikanische Ästhetik zu stützen. Neptune, der gerne High Heels trägt und auf der Suche nach „vierdimensionalen Trankopfern“ durch die Landschaft wandert, sei so etwas wie Burundis Ziggy Stardust. In schrägen poetischen Ergüssen und Liedern, die frei zwischen Kinyarwanda, Kirundi, Suaheli, Französisch und Englisch wechseln, würden er und andere von der Gesellschaft ausgestoßene ihre Empörung über allerlei Ungerechtigkeiten zum Ausdruck bringen und unermüdlich alles in Frage stellen, von der sexuellen Identität bis hin zur westlichen Hegemonie. In der utopischen Zukunft, die sich die Hacktivisten herbeisehnen, sei nichts definiert, und alles stehe offen zur Debatte. Auch wenn die Klarheit der Erzählung offensichtlich nicht zu den Prioritäten von Anisia Uzeyman und ihrem Mann Saul Williams gehöre, sehe der Film immer phantastisch aus mit seinen fluoreszierenden Traumsequenzen und den schillernden Cyberpunk-Overlays.

### Auszeichnungen
Black Reel Awards 2023
- Nominierung als Bester fremdsprachiger Film[22]

Festival International du Film Francophone de Namur 2021
- Nominierung als Bester Erstlingsfilm für den Bayard d’Or (Saul Williams und Anisia Uzeyman)[23]

Gijón International Film Festival 2021
- Auszeichnung in der Kategorie Distribution (Saul Williams und Anisia Uzeyman)[24]

Independent Spirit Awards 2023
- Nominierung für die Beste Kamera[25]

Internationale Filmfestspiele von Cannes 2021
- Nominierung für die Caméra d’Or (Saul Williams und Anisia Uzeyman)
- Nominierung für die Queer Palm (Saul Williams und Anisia Uzeyman)

Melbourne International Film Festival 2022
- Auszeichnung im Bright Horizons Competition (Saul Williams und Anisia Uzeyman)[26]

Miami Film Festival 2022
- Nominierung für den Knight Marimbas Award[27]